# Kampfgruppe

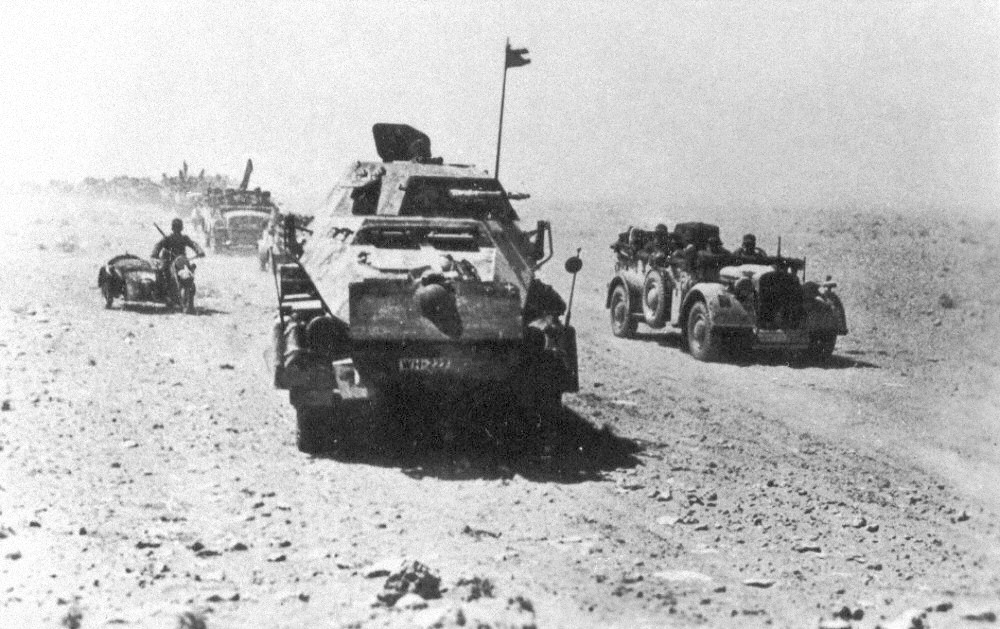
A divisão 39º de Panzerjäger (parte do "Kampfgruppe Gräf") avança pelo deserto.

Na história militar, o termo alemão Kampfgruppe (grupo de combate) é uma formação de combate flexível. A palavra é mais usualmente utilizada para referir-se às unidades empregadas no Wehrmacht (exército alemão) durante a Segunda Guerra Mundial e, em menor quantidade, durante a Primeira Guerra Mundial. O Kampfgruppe é geralmente formado pelos melhores elementos de uma unidade maior. O Kampfgruppe Peiper, por exemplo, foi composto a partir de uma fração do Leibstandarte SS Adolf Hitler.